# Menipea salvati
Menipea salvati är en mossdjursart som beskrevs av Jean-Loup d'Hondt 1996. Menipea salvati ingår i släktet Menipea och familjen Candidae. Inga underarter finns listade i Catalogue of Life.